# Junior Sincère
 (octobre 2021).
Junior Sincère, originaire de la ville haïtienne des Cayes, est un gérant et producteur d’artistes Zouk/Konpa.

## Biographie
Junior Sincère est détenteur d'un baccalauréat en communication. Après l'obtention de celui-ci, il avait créé une compagnie dédiée à l’événementiel, mais s'était arrêté quelque temps après pour se consacrer à des études en soins infirmiers. En janvier 2018, il revient aux affaires en créant le label J-Sincère Music Group. Aujourd'hui, il est connu comme producteur d'artistes Zouk, gérant de l’artiste Franco-Antillais Amalie, producteur membre de la SOPROQ (Canada) et de la SCPP (France),.

### Prix
En 2018, il a été doublement nommé au Kilimandjaro Music Awards comme Best Music Video et Best Featuring pour la chanson « Aphrodisiak ». Il s'agit d'un prix, au Canada, créé par Radio Kilimandjaro récompensant des artistes et œuvres qui se rapportent à la sphère afro-caribéenne. Il est finalement parti avec le prix de la meilleure collaboration de l’année et le prix du Jury,.

## Sources et références
1. 1 2  Innocent KONAN, « Junior Sincère,un producteur hors pair ! », sur 100pour100culture, 12 novembre 2018 (consulté le 30 septembre 2021)
2. ↑  « Une chanson haïtienne en double nomination au Kilimandjaro 2018 », sur Le Nouvelliste (consulté le 30 septembre 2021)
3. ↑  « Junior Sincère, un producteur antillais doublement nommé à Kilimandjaro Music Awards au Canada », sur People Bo Kay, 23 octobre 2018 (consulté le 30 septembre 2021)
4. ↑  La rédaction, « Junior Sincère triomphe aux 2018 Kilimandjaro Music Awards – Black Star Edition » (consulté le 30 septembre 2021)